# Carlo Pellegrini (pittore 1605)
Carlo Pellegrini (1605 – 1649) è stato un pittore italiano del periodo barocco.

## Biografia
Pellegrini nacque a Massa Carrara e si formò artisticamente a Roma sotto Gian Lorenzo Bernini. 
Carlo fu attivo nella pittura nelle Grotte sottostanti la Basilica di San Pietro; progettò il ritratto in mosaico di San Bernardo, in collaborazione con Giovanni Battista Calandra, nell'ex chiesa. Dipinse, inoltre, una Conversione di Paolo per la chiesa della Propaganda Fide a Roma.

## Galleria d'immagini

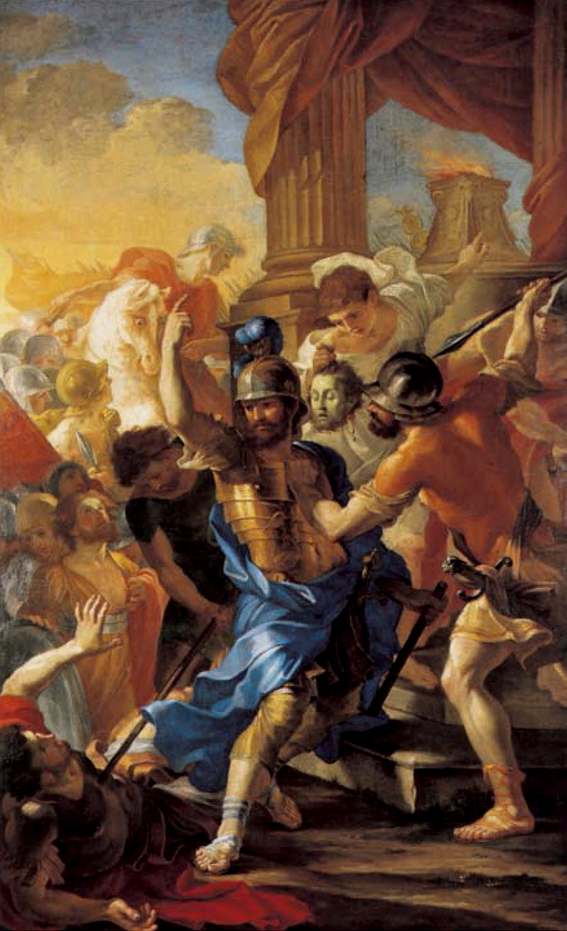
Martirio di San Maurizio
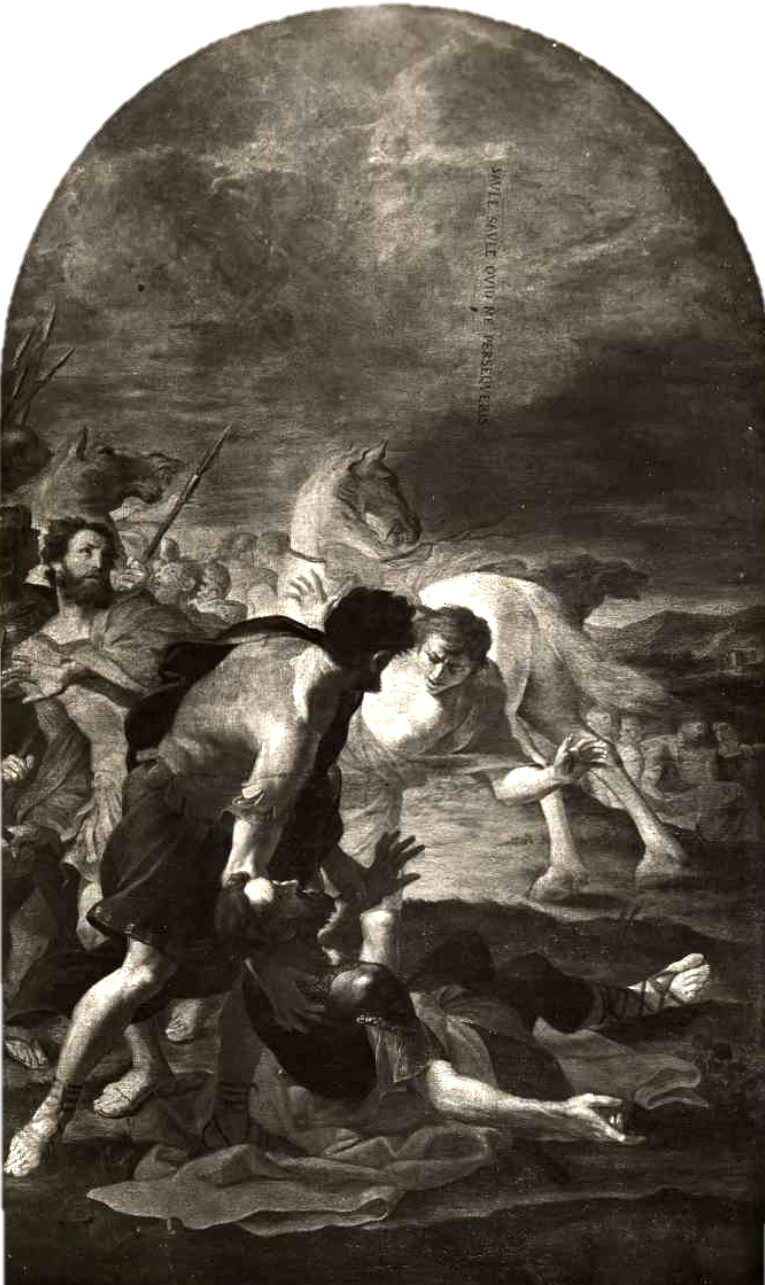
Conversione di San Paolo